# Villasarracino
Villasarracino è un comune spagnolo di 246 abitanti situato nella comunità autonoma di Castiglia e León.